# Torsten Hällde Brännvin I Ett Glas Till Karin Söder
Torsten Hällde Brännvin I Ett Glas Till Karin Söder (på dansk: Torsten Hældte Brændevin I Et Glas Til Karin Söder) er en sang af Eddie Meduza. Sangen kan findes på albummet För Jævle Braa! fra 1982.
I Aftonbladet blev "Torsten Hällde Brännvin I Ett Glas Till Karin Söder" kåret til Eddie Meduzas ellevte bedste sang.

## Tekst
Sangen handler om hovedpersonen, der drømmer om, at han ser alle de svenske parlamentsmedlemmer sidde og super, og der blandt dem ser han Torsten Bengtsson, når han hælder spiritus i et glas til Karin Söder.
Andre politikere, der henvises til, er Olof Palme, Thorbjörn Fälldin, Ola Ullsten og Gösta Bohman i versen der lyder:
Olof han var full (Olof, han var beruset)
Thorbjörn ramla' kull (Thorbjörn snublede over)
Ola han var efterbliven (Ola, han var mentalt forstyrret)
Gösta viftade med kniven (Gösta viftede med kniven)

## Torsten Bengtsson og Karin Söder
Torsten Bengtsson og Karin Söder var medlemmer af Centerpartiet og var almindelige i Eddie Meduzas sange , hvor temaet var alkohol som eksempel "De' E' Gött Å' Supa, Pöjka'!", "Sup Och Rulla Runt" og "Undanflykter".
I 1982 skubbede Karin Söder igennem, at Systembolaget ville være lukket på lørdage. Derfor synger Eddie Meduza "Systemet det var öppet fast det var en lördag!" (på dansk: Systemet det var åbent, selvom det var en lørdag!").